# Meridiano 20 oeste
El meridiano 20 oeste es una línea de longitud que se extiende desde el Polo Norte atravesando el Océano Ártico, Groenlandia, Islandia, el Océano Atlántico, el Océano Antártico y la Antártida hasta el Polo Sur. En algunos atlas, se usa como línea de separación entre el clásico Viejo Mundo de Eurasia y África y el Nuevo Mundo de Las Américas.
El meridiano 20 oeste forma un gran círculo con el meridiano 160 este.
Este meridiano definía el límite occidental de Nueva Suabia, territorio explorado por Alemania en la Antártida.
En la Antártida, el meridiano marca la frontera entre el Territorio Antártico Británico y la Tierra de la Reina Maud. Entre el paralelo 5 norte y el paralelo 60 sur, se forma la frontera este de la Zona de Prohibición de Armas Nucleares en América Latina.
Comenzando en el Polo Norte y dirigiéndose hacia el Polo Sur, este meridiano atraviesa:
| Coordenadas                       | País, territorio o mar | Notas                                                                              |
| --------------------------------- | ---------------------- | ---------------------------------------------------------------------------------- |
| 90°0′N 20°0′O / 90.000, -20.000   | Océano Ártico          | Mar de Groenlandia                                                                 |
| 81°33′N 20°0′O / 81.550, -20.000  | Groenlandia            |                                                                                    |
| 78°49′N 20°0′O / 78.817, -20.000  | Jøkelbugten            |                                                                                    |
| 77°59′N 20°0′O / 77.983, -20.000  | Groenlandia            |                                                                                    |
| 76°55′N 20°0′O / 76.917, -20.000  | Bahía Dove             |                                                                                    |
| 76°15′N 20°0′O / 76.250, -20.000  | Groenlandia            |                                                                                    |
| 74°16′N 20°0′O / 74.267, -20.000  | Océano Atlántico       | Mar de Groenlandia                                                                 |
| 66°2′N 20°0′O / 66.033, -20.000   | Islandia               |                                                                                    |
| 63°32′N 20°0′O / 63.533, -20.000  | Océano Atlántico       |                                                                                    |
| 60°0′S 20°0′O / -60.000, -20.000  | Océano Antártico       |                                                                                    |
| 73°25′S 20°0′O / -73.417, -20.000 | Antártida              | Frontera entre las reclamaciones territoriales antárticas de Reino Unido y Noruega |